# Canton (ville, New York)
Pour les articles homonymes, voir Canton (homonymie).
Canton est une ville (town) du comté de Saint Lawrence, dans l'État de New York, aux États-Unis,. En 2020, elle compte une population de 11 638 habitants.

## Démographie
Lors du recensement de 2010, la ville compte une population de 10 995 habitants, tandis qu'en 2020, elle s'élève à 11 638 habitants.